# Helsdingenia
Genre
Helsdingenia est un genre d'araignées aranéomorphes de la famille des Linyphiidae.

## Distribution
Les espèces de ce genre se rencontrent en Afrique subsaharienne, en Asie du Sud et en Asie du Sud-Est.

## Liste des espèces
Selon World Spider Catalog (version 16.5, 06/10/2015) :
- Helsdingenia ceylonica (van Helsdingen, 1985)
- Helsdingenia extensa (Locket, 1968)
- Helsdingenia hebes (Locket & Russell-Smith, 1980)
- Helsdingenia hebesoides Saaristo & Tanasevitch, 2003

## Étymologie
Cette espèce est nommée en l'honneur de Peter J. van Helsdingen.

## Publication originale
- Saaristo & Tanasevitch, 2003 : Helsdingenia gen.n., a new micronetid genus from Old-World tropics (Aranei: Linyphiidae: Micronetinae). Arthropoda Selecta, vol. 11, no 2, p. 153-158 (texte intégral).